# Muse (EP)
Muse é um EP da banda inglesa de rock alternativo Muse. Limitado a apenas 999 cópias, ele foi liberado em 11 de maio de 1998 pela Sawmills Studio label Dangerous Records.
Três músicas desse EP– "Overdue", "Cave" e "Escape" – foram regravadas para o álbum de estúdio Showbiz, e a música "Coma" virou B-side do single "Cave".

## Faixas
Todas as faixas escritas e compostas por Matthew Bellamy. 
| N.º            | Título         | Duração |  |
| 1.             | "Overdue"      | 4:09    |  |
| 2.             | "Cave"         | 4:44    |  |
| 3.             | "Coma"         | 3:34    |  |
| 4.             | "Escape"       | 3:20    |  |
| Duração total: | Duração total: | 15:47   |  |

## Integrantes da banda
- Matthew Bellamy – vocal, guitarra, piano
- Christopher Wolstenholme – baixo, vocal de apoio
- Dominic Howard – bateria